# Beautiful (Akon)
Beautiful is de tweede single van Akons derde studioalbum Freedom. Het nummer werd oorspronkelijk uitgebracht als solonummer van Akon, terwijl de albumversie een samenwerking is met Colby O'Donis en Kardinal Offishall. In het nummer zingt Akon over een mooie vrouw op wie hij verliefd is, hij wil naar haar toe gaan om haar te leren kennen.
In de Verenigde Staten stond het nummer reeds in 2008 genoteerd in de Billboard Hot 100, enkel op basis van downloads na de release van het album.

## Videoclip
In een filmpje dat geplaatst werd op YouTube, verklaarde Akon dat hij een videoclip aan het opnemen was voor het nummer. De officiële videoclip is begin januari 2009 opgenomen. De winnaar van een wedstrijd op MTV zou in de clip te zien zijn. Colby O'Donis, Kardinal Offishall, Tyrese, A. R. Rahman, Harpreet Singh Lubana en Sean Kingston zijn ook allemaal in de clip te zien. De clip ging in première op 24 februari 2009, dezelfde dag waarop het nummer digitaal uitgebracht werd in de Verenigde Staten.

## Tracklist
Cd-single
1. "Beautiful" (Radio Edit) — 03:53
2. "I'm So Paid" — 04:24

Nederlandse cd-single
1. "Beautiful" — 05:13
2. "I'm So Paid" — 04:24

## Hitnotering
| "Beautiful" in de Nederlandse Top 40 - binnen: 11 april 2009 | "Beautiful" in de Nederlandse Top 40 - binnen: 11 april 2009 | "Beautiful" in de Nederlandse Top 40 - binnen: 11 april 2009 | "Beautiful" in de Nederlandse Top 40 - binnen: 11 april 2009 | "Beautiful" in de Nederlandse Top 40 - binnen: 11 april 2009 | "Beautiful" in de Nederlandse Top 40 - binnen: 11 april 2009 | "Beautiful" in de Nederlandse Top 40 - binnen: 11 april 2009 | "Beautiful" in de Nederlandse Top 40 - binnen: 11 april 2009 | "Beautiful" in de Nederlandse Top 40 - binnen: 11 april 2009 | "Beautiful" in de Nederlandse Top 40 - binnen: 11 april 2009 |
| Week                                                         | 1                                                            | 2                                                            | 3                                                            | 4                                                            | 5                                                            | 6                                                            | 7                                                            | 8                                                            |                                                              |
| ------------------------------------------------------------ | ------------------------------------------------------------ | ------------------------------------------------------------ | ------------------------------------------------------------ | ------------------------------------------------------------ | ------------------------------------------------------------ | ------------------------------------------------------------ | ------------------------------------------------------------ | ------------------------------------------------------------ | ------------------------------------------------------------ |
| Nummer                                                       | 23                                                           | 17                                                           | 12                                                           | 12                                                           | 15                                                           | 18                                                           | 25                                                           | 31                                                           | uit                                                          |

| "Beautiful" in de Ultratop 50 - binnen: 23 mei 2009 | "Beautiful" in de Ultratop 50 - binnen: 23 mei 2009 | "Beautiful" in de Ultratop 50 - binnen: 23 mei 2009 | "Beautiful" in de Ultratop 50 - binnen: 23 mei 2009 | "Beautiful" in de Ultratop 50 - binnen: 23 mei 2009 | "Beautiful" in de Ultratop 50 - binnen: 23 mei 2009 | "Beautiful" in de Ultratop 50 - binnen: 23 mei 2009 | "Beautiful" in de Ultratop 50 - binnen: 23 mei 2009 | "Beautiful" in de Ultratop 50 - binnen: 23 mei 2009 | "Beautiful" in de Ultratop 50 - binnen: 23 mei 2009 | "Beautiful" in de Ultratop 50 - binnen: 23 mei 2009 |
| Week                                                | 1                                                   | 2                                                   | 3                                                   | 4                                                   | 5                                                   | 6                                                   | 7                                                   | 8                                                   | 9                                                   | 10                                                  |
| --------------------------------------------------- | --------------------------------------------------- | --------------------------------------------------- | --------------------------------------------------- | --------------------------------------------------- | --------------------------------------------------- | --------------------------------------------------- | --------------------------------------------------- | --------------------------------------------------- | --------------------------------------------------- | --------------------------------------------------- |
| Nummer                                              | 38                                                  | 39                                                  | 42                                                  | 45                                                  | uit                                                 | 47                                                  |                                                     |                                                     |                                                     |                                                     |